# Kyoshi
Avatar Kyoshi of simpelweg Kyoshi is een personage uit de Amerikaanse animatieserie Avatar: De Legende van Aang van Nickelodeon.
Kyoshi was de Avatar voor Avatar Roku en Avatar Aang en werd 312 jaar voor Sozins komeet (VSK) in het Aarderijk geboren. Ze werd op 5- à 6-jarige leeftijd achtergelaten in het dorpje Yakoya dat op het huidige Kyoshi-eiland ligt. Dit eiland maakte toen nog deel uit van het vasteland van het rijk. Echter, toen Chin de Grote ook dit stuk land probeerde te veroveren, maakte zij het schiereiland los van het vasteland en blies dit eiland enige kilometers uit de kust.
Tijdens de boerenopstand in Ba Sing Se richtte zij de Dai Li op, een elite politie-eenheid van de stad die vaak in het geheim opereert. De Dai Li had als taak om het cultureel erfgoed van de stad te bewaken.
Kyoshi draagt een groen gewaad naar de kleuren van het Aarderijk, tevens is haar gezicht voorzien van witte en rode make-up. Als wapens heeft zij twee waaiers. Tevens is Kyoshi de oprichtster van de Kyoshi-krijgers.